# Schoenoplectus rechingeri
Schoenoplectus rechingeri là loài thực vật có hoa trong họ Cói. Loài này được Kukkonen miêu tả khoa học đầu tiên năm 1995.